# ثورة سوكيهس

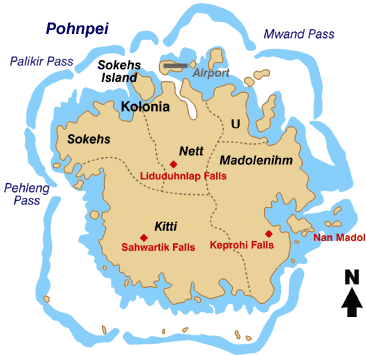
بوهنباي: جزيرة سوكيهس ومنطقة القبائل

ثورة سوكيهس كانت عبارة عن ثورة قامت بها قبيلة سوكيهس ضد الحكم الألماني المحلي الذي بدء على جزيرة سوكيهس قبالة جزيرة بوهنباي الرئيسية في جزر كارولين الشرقية في الفترة بين عامي 1910 و1911. وقد تم قتل مفوض المنطقة الألمانية جوستاف بويدر وثلاثة مسئولين ألمان آخرين وخمسة من سكان الجزر على يد الثوار قبل وصول الوحدات البحرية الألمانية واستعادة النظام هناك.

## تاريخ الثورة
لقد كانت ملكية الأراضي في بوهنباي حكرًا على الرؤساء الذين يمكنهم تعيين قطع من الأراضي إلى أصحابها من القبليين الأصليين بطريقة المزارعة. ومنذ عام 1907، بدأت الإدارة الاستعمارية الألمانية عمليات استصلاح الأراضي، وألزمت الملاك الجدد بتنفيذ 15 يومًا من العمل من كل عام من أجل الأعمال العامة بدلاً من الضرائب.
وقد تم تخصيص مجموعة السوكيهس لتنفيذ أعمال الطرق في جزيرة سوكيهس في السابع عشر من أكتوبر عام 1910. وقد رفض أحد العمال من الشباب تعليمات العمل التي أصدرها المشرف عليه، وتم إصدار أمر بجلده بسبب عصيانه للأوامر، حيث تم تنفيذ العقوبة على يد شرطي من ميلانيزيا. وفي نفس تلك الليلة، قام صامويل، وهو رئيس قسم أقل رتبة (Sou Madau en Sokehs [رئيس بالمحيط])، بإقناع كل العاملين في مجموعة العمل التابعة له برفض القيام بالمزيد من الأعمال. وفي الصباح التالي، الثامن عشر من أكتوبر 1910، عندما كان من المفترض بدء العمل، هددت مجموعة السوكيهس المشرفين الألمانيين في الجزيرة، أوتو هولبورن ويوهان هافنر، اللذين فرا حينها إلى مجمع إرسالية أخوية كبوشين في جزيرة سوكيهس.
وقد تم إبلاغ مفوض المنطقة جوستاف بويدر بالحادث وذهب مع مساعده رادولف براوكمان واثنين من المترجمين إلى الجزيرة بالقوارب مع ستة بحارة من جزر مورتلوك «للتناقش» مع العمال. ومع اقتراب بويدر من عمال سوكهيس، تم إطلاق النار عليه وقتله باستخدام بندقية من مكان مخفي. وبعد فترة قصيرة، قتل الثوار كذلك براوكمان وهافنر وهولبورن و5 ملاحين، ولم ينج سوى المترجمين وواحد من البحارة فقط. وبعد وصول أخبار المجزرة إلى مستوطنة كولونيا الرئيسية في بوهنباي، طلب ماكس جيرشنار، وهو طبيب المستعمرة، والذي أصبح أكبر المسئولين حينها، من رؤساء القبائل الأربعة الأخرى في بوهنباي توفير الرجال للدفاع عن كولونيا. وقد قام الرؤساء بتوفير 600 مقاتل تم تسليح عدد كبير منهم بالبنادق والحراب بالإضافة إلى أسلحتهم الخاصة بهم، إلا أنه لم يحدث أي هجوم على كولونيا، حيث تحصن ثوار سوكيهس فقط في مخبأ جبلي دفاعي.
وكان من الواضح للمسئولين الألمان المتبقين أن القتلة والثوار يجب أن يتم الإمساك بهم ومعاقبتهم. ومع ذلك، لم تكن كولونيا تحتوي على وسائل إبراق أو أجهزة لاسلكي لطلب المساعدة. ولم يتسن إرسال تقرير إلى مقر المستعمرة في راباول حتى السادس والعشرين من نوفمبر عام 1910، عندما وصلت باخرة البريد جيرمانيا. وقد تلقى المكتب الاستعماري في برلين الرسالة في السادس والعشرين من ديسمبر عام 1910.

## الاستجابة

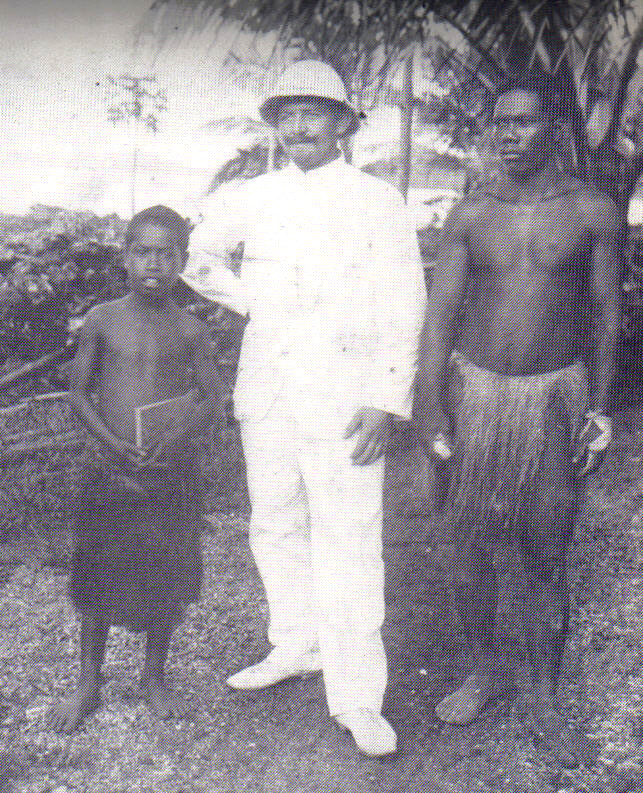
قائد الشرطة كارل كاميريش

أرسل المحافظ ألبيرت هال في راباول الزورق الحربي إس إم إس كورموران وسفينة المسح بلانيت على متنها 163 شرطيًا تم توظيفهم حديثًا من ميلانيزيا. وقد وصلت السفن في منتصف ديسمبر عام 1910. ولم تحقق المناوشات الأولى لمجندي الشرطة إلا قدرًا قليلاً من النجاح، وقد انتقد قائدهم، الملازم الشرطي كارل كاميريش، بشدة أداء المجندين.
وصلت السفينة الحربية الخفيفة الجديدة إس إم إس إمدين إلى تسينجتاو في خليج كياوتشو في السابع عشر من سبتمبر 1910 بعد رحلة من ألمانيا، وكانت آخر إضافة إلى محطة شرق آسيا في البحرية الإمبراطورية. وقد قامت السفينة بعد ذلك بعمل عدة رحلات لعرض الحركة والعلم إلى اليابان وهونغ كونغ، وقامت بعمل دوريات إلى الشمال من الجزر المملوكة للإمبراطورية الألمانية في جزر المحيط الهادئ. وبعد ذلك، كان من المعد إرسال هذه السفينة لإجراء الصيانة السنوية الأولى لها في تسينجتاو. وكاستجابة للأخبار الواردة من بوهنباي، أمرت إدارة البحرية في برلين قائد هذه السفينة بإيقاف الصيانة والترميم والانتقال إلى جزر كارولين. وفي نفس الوقت، استقرت السفينة الحربية الخفيفة إس إم إس نورنبيرغ في هونغ كونغ، وكان المفترض أن تنضم إلى إمدين، ثم وصلت كلا السفينتين إلى بوهنباي في العاشر من يناير 1911. وبصفته أكبر الضباط في مسرح العمليات، أمر قائد سفينة إمدين'، الملازم القائد فالديمار فولارثان في الثالث عشر من يناير 1911 البطاريات الرئيسية في السفن البحرية بإطلاق نيرانها على تحصينات الثوار. وقد تمكن فريق هجومي من البحارة مسلح بالبنادق بالإضافة إلى 30 شرطيًا من ميلانيزيا تحت قيادة المسئول المدني هيرمان كيرستينج وضباط صغار من على متن سفينة إمدين من السيطرة على المخبأ وإجبار ثوار سوكيهس على الفرار، وقد فر العديد منهم إلى البر الرئيسي في بوهنباي. وقد حارب الثوار بطريقة حرب العصابات، وقاوموا بطريقة عنيفة وعنيدة، إلا أن نقص الطعام وعدم التعاون من قبل رؤساء بوهنباي والقبائل هناك والحركة والهروب الدائمين أرهق محاربي السوكيهس. وفي الثالث عشر من فبراير عام 1911، استسلم صامويل و5 من تابعيه، في حين استسلم باقي الثوار في الثاني والعشرين من فبراير عام 1911. وقد غادرت السفن المنطقة في الأول من مارس عام 1911 ووصلت إلى قاعدتها الرئيسية في تسنجتاو في الرابع عشر من مارس 1911.
أثناء الهجوم على الجبل والحملة البرية، كانت خسائر الجانب الألماني متمثلة في مقتل ضابط صغير واحد واثنين من البحارة واثنين من شرطة ميلانيزيا وإصابة ضابط و5 بحارة و9 من شرطة ميلانيزيا. أما خسائر سوكهيس فكانت متمثلة في مقتل 6 أفراد، وإصابة وفقد عدد غير معروف، مما يشير إلى أن المحاربين قد بذلوا أقصى ما في وسعهم.

## المحاكمة والعقاب
بعد توقف القتال مباشرة، تم إجراء محاكمة صورية لعدد 36 ثائرًا. وقد أدانت المحكمة 17 شخصًا بتهمتين رئيسيتين: (أ) مقتل 4 مسئولين ألمان و5 بحارة في الجزيرة، و(ب) التمرد، وقد حكمت عليهم بالإعدام، في حين تم الحكم على 12 ثائرًا آخر بأحكام متنوعة بالسجن عدة سنوات مع الأشغال الشاقة، بينما تم إطلاق سراح 7 من الثوار. وفي الرابع والعشرين من فبراير 1911، تم إعدام 15 ثائرًا، من بينهم صامويل، رميًا برصاص الشرطة الميلانيزية، بينما تمكن اثنان من الثوار المدانين بسبب حسن حظهم من تجنب عقوبة الإعدام.
وقد قررت الحكومة الاستعمارية تخليص بوهنباي من السوكهيس مثيري المشكلات وقامت بنفي القبيلة التي تضم 426 نسمة إلى بابلثواب في جزر بالاو الألمانية.

## النتائج المترتبة
تم إكمال عمليات إصلاح الأراضي التي أطلقها مسئولو الحكومة الاستعمارية الألمانية أثناء الفترة المتبقية من الاستعمار الألماني، مع منح التعويضات ومنح حالة تمييز فائقة للرؤساء. وقد تم تعيين حدود الممتلكات من خلال قادة القبائل المحليين، وقد قبل السكان هذا النظام.
وفي الشهور الأولى من الحرب العالمية الأولى، احتلت إمبراطورية اليابان كل الجزء الألمانية الموجودة إلى شمال خط الاستواء. وقد بدأ اليابانيون في عام 1917 في إعادة السوكهيس بشكل محدود إلى بوهنباي، مع علمهم التام بمعارضتهم المسلحة للاحتلال الأجنبي. وقد منحت اتفاقية فيرساي لليابان بصفتها سلطة منتدبة إدارة بوهنباي وكل الجزر الألمانية التي احتلتها اليابان. وقم أتم اليابانيون إعادة السوكهيس المتبقين بحلول عام 1927.
وفي أواخر الثمانينيات من القرن العشرين، وبعد الاستقلال، قامت حكومة ولايات ميكرونيسيا المتحدة بترقية قائد الثوار، صامويل، إلى منزلة البطل القومي. وقد تم اعتبار الذكرى السنوية لإعدامه، في الرابع والعشرين من فبراير، إجازة رسمية، كما أصبح القبر الجماعي للمتمردين الخمسة عشر في كولونيا مزارًا وطنيًا.

## مؤلفات
- Morlang, Thomas. Rebellion in der Südsee. Der Aufstand auf Ponape gegen die deutschen Kolonialherren 1910/1911 [Rebellion in the South Seas. The Uprising on Ponape against German Colonial Rule 1910/1911], 200 p. Berlin: Christoph Links Verlag, 2010. ISBN 978-3-86153-604-8

## وصلات خارجية
- Album of photos from Sokehs Rebellion نسخة محفوظة 13 يونيو 2017 على موقع واي باك مشين.
- German colonial atlas with illustrated yearbook